# Uri Geller
Uri Geller (Tel-Aviv, 20 de desembre de 1946) és un personatge televisiu conegut per declarar que té poders psíquics. Entre aquests poders s'hi comptaria la capacitat de trencar culleres, d'aturar i arreglar rellotges, de fer canviar la senyalització de les brúixoles o de doblegar claus. Però finalment es va demostrar que totes les seves afirmacions eren un frau i que les culleres que trencava i la resta d'objectes que suposadament deia manipular amb la ment realment els duia ell mateix manipulats prèviament.
El sis de setembre de 1975, José María Iñigo rebé a l'estudi 1 de Prado del Rey a Uri Geller. Allà, Uri Geller suposadament doblegà culleres amb la ment. Íñigo i Fernando Navarrete, realitzador històric, hores abans havien anat a l'hotel on s'allotjava el mag per fer-li una entrevista prèvia. Allà li preguntaren sobre si realment tenia poders psíquics, i Uri s'enfurismà i començà a tenir deliris paranormals.
Uri Geller ja havia estat descobert l'any 1973, quan va ser convidat al late night nord-americà Tonight Show. Allà el còmic Johnny Carson consultà a James Randi sobre com podria evitar els enganys d'Uri Geller, i Randi li va respondre que no li deixessin portar els seus propis utensilis i que controlessin que no toqués res abans del directe. Les culleres, rellotges i pots de metall amb aigua al seu interior que Uri havia d'endevinar quins estaven plens, es van col·locar al plató pels mateixos responsables del programa de televisió, impedint que Geller els manipulés.
Al llarg del programa Uri Geller es mostrà molt xerraire i procurà ocupar tot el temps possible a parlar sobre les seves capacitats mentals però sense haver de fer-ne cap demostració tècnica a la pràctica davant de l'audiència de milions de nord-americans. La situació arribà al punt que fins i tot Uri Geller demanà que se li fessin més preguntes i esgotar la durada del programa, però el presentador del programa Johnny Carson decidí que volia anar al gra i que Geller demostrés els seus suposats poders. Al final quan Uri Geller fou situat davant dels objectes, al·legà que se l'estava "pressionant" massa, i que no se sentia prou "fort" per realitzar les seves capacitats mentals. No arribà a doblegar cap cullera ni arreglar cap dels rellotges. Acabà al·legant que l'ambient "no era propici" per a la concentració. Al final després de diversos intents de distracció el presentador del programa Carson acabà acomiadant Uri Geller, que malgrat el ridícul públic no veié acabada la seva carrera i continuà trobant audiència disposada a creure'l malgrat les excuses surrealistes que expressava davant l'evidència que no tenia cap mena de poder mental. James Randi fou qui va aconseguir demostrar que realment els suposats poders d'Uri Geller podien ser imitables per qualsevol persona que sabés els seus senzills trucs.